# 克朗特努瓦
克朗特努瓦（法語：Crantenoy，法語發音：[kʁɑ̃tnwa]）是法国默尔特-摩泽尔省的一个市镇，位于该省南部，属于南锡区。

## 地理
克朗特努瓦（48°28'2"N, 6°13'37"E）面积5.28 平方千米，位于法国大東部大區默尔特-摩泽尔省，该省份为法国东北部内陆省份，是洛林的一部分，北邻比利时、卢森堡，北起顺时针与摩泽尔省、下莱茵省、孚日省和默兹省接壤。
与克朗特努瓦接壤的市镇（或旧市镇、城区）包括：阿鲁埃、拉讷沃维尔-德旺巴永、勒梅尼勒米特里、奥尔姆和维尔、圣勒米蒙、沃德维尔。

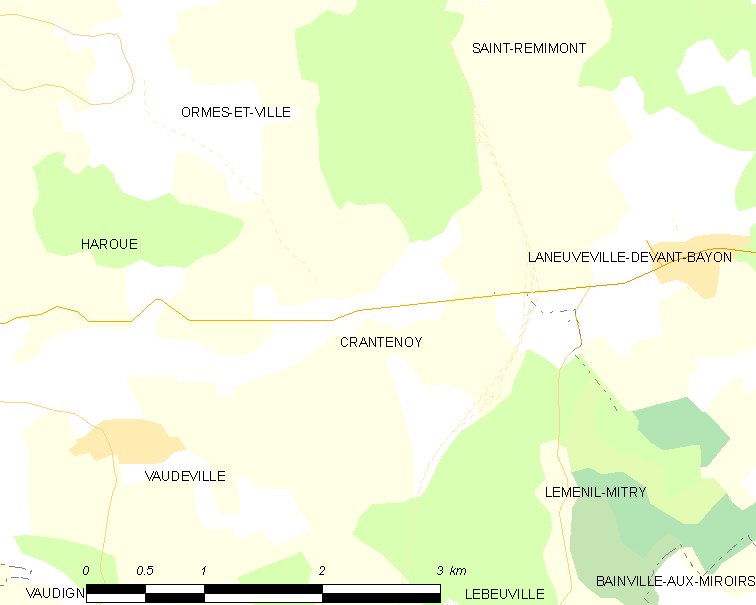
克朗特努瓦的OSM定位图

克朗特努瓦的时区为UTC+01:00、UTC+02:00（夏令时）。

## 行政
克朗特努瓦的邮政编码为54740，INSEE市镇编码为54142。

## 政治
克朗特努瓦所属的省级选区为梅讷欧桑图瓦县。

## 人口

1962-2008年间克朗特努瓦人口变化图示

克朗特努瓦于2022年1月1日时的人口数量为147人。